# Xylotoles rugicollis
Xylotoles rugicollis là một loài bọ cánh cứng trong họ Cerambycidae.